# Lista de alcaides de Castelo de Vide
Este anexo é composto por uma lista de Alcaides-Mores de Castelo de Vide:
- Álvaro Gonçalves de Carvalho;
- Vasco Martins de Melo, alcaide-mor de Évora e Castelo de Vide * faleceu em 1388
- Vasco Martins de Melo, alcaide-mor de Castelo de Vide * c. 1420
- Duarte de Melo, alcaide-mor de Castelo de Vide * c. 1450
- Vasco Martins de Melo, alcaide-mor de Castelo de Vide * c. 1480
- João de Melo, alcaide-mor de Castelo de Vide * c. 1480
- João Peres Lobo, alcaide-mor de Castelo de Vide